# Jushin Thunder Liger
Kei'ichi Yamada (jap. 山田恵一 Yamada Kei'ichi; ur. 10 listopada 1964; znany jako Jushin Liger (獣神ライガー, Jūshin Raigā) i Jushin "Thunder" Liger (獣神サンダーライガー, Jūshin Sandā Raigā) – japoński zapaśnik (wrestler) zawodowy.

## Kariera
Yamada rozpoczął karierę zapaśnika, ucząc się jeszcze w szkole średniej. Na początku lat 80. młody Kei'ichi próbował dostać się do federacji New Japan Pro Wrestling, ale nie udało mu się, ponieważ nie było potrzeby zatrudniania nowych gwiazd w federacji w owym czasie.
Yamada nie zniechęcił się porażką i wyjechał do Meksyku, aby kontynuować treningi. W międzyczasie odwiedzał Japonię i federację NJPW, nadal bez skutku. Pierwszą profesjonalną walkę Jushin stoczył w wieku 20 lat, w grudniu 1984 r. W tym samym czasie chciał coś zmienić w swoim stylu walki i rozpoczął treningi mieszanych sztuk walk. Stąd wywodzi się jego najbardziej znana akcja Rolling Koppou Kick.
W 1986 Yamada wyjechał do Anglii, gdzie walczył w federacji All-Star Promotions jako "Flying" Fuji Yamada.
Po powrocie do Japonii w 1987, zaczął używać swojej następnej pokazowej akcji - Shooting Star Press.
Na początku 1989 r. Yamada wyjechał do Kanady. Walczył tam w federacji należącej do Stu Harta - Calgary Stampede Wrestling, pod swoim prawdziwym imieniem. Według Stu Harta, Yamada był bardzo uzdolnionym i obiecującym w przyszłości trenerem. Wtedy też zapaśnikiem zainteresowała się federacja NJPW, która potrzebowała zawodnika, którego gimmick oparty byłby na bardzo popularnym wtedy bohaterze rodem z mangi - Jushin Ligerze, (stworzonym przez Go Nagai). NJPW zdecydowało się na ten krok po gigantycznym sukcesie innego wrestlera, którego gimmick był oparty na bohaterze bajek - Tiger Masku. Yamada dostał strój i maskę superbohatera, które były dokładnym odbiciem mangowego Jushina.
Jushin Liger w federacji New Japan Pro Wrestling zadebiutował 24 kwietnia 1989 r. W swojej pierwszej walce pokonał Kuniaki Kobayashiego. W szybkim tempie Yamada zaczął panować w kategorii wagowej Junior Heavyweights, zdobywając między innymi tytuł IWGP Junior Heavyweight Title jedenastokrotnie w swojej karierze.
Na początku lat 90. Yamada pojawił się na ringach amerykańskich, w federacji WCW. W imperium Teda Turnera, Jushin zadebiutował w 1991 r. walcząc z Brianem Pillmanem. Walcząc w WCW, Yamada toczył boje z takimi zawodnikami jak Chris Benoit, Ricky Steamboat, Rey Mysterio Jr., i Juventud Guerrera.
W 1996 r. u Yamady został zdiagnozowany guz mózgu, który powodował głuchotę jednego ucha. Kilka tygodni później, po rekonwalescencji, Jushin wrócił na ring, jednak musiał zmienić styl walki, na bardziej bezpieczny (można go porównać do stylu, jaki prezentuje obecnie Triple H).
Yamada w całej swojej karierze dwukrotnie wygrywał najbardziej prestiżowy turniej w Japonii - Super J Cup. Na szczycie był w latach 1995 oraz 2000.
Obecnie Liger to jedna z głównych postaci i heeli w federacji NJPW. Jest liderem grupy Control Terrorism Unit (CTU), w której skład wchodzą między innymi Hirooki Goto, Minoru Tanaka, Black Tiger IV, Gedo, Jado i przez krótki czasu wchodził James Gibson.
28 czerwca 2006 r. została ogłoszona wiadomość, że Liger weźmie udział w turnieju G-1 Climax.

## Ring of Honor
W październiku 2004 roku Liger zadebiutował w małej amerykańskiej federacji - ROH, pojawiając się na gali "Weekend of Thunder". Pierwszego wieczoru federacja wybrała specjalnego przeciwnika dla japońskiej gwiazdy - Bryana Danielsona. Walkę wygrał Liger po akcji super brainbuster.
Drugiego dnia gali, walką wieczoru był pojedynek nazwany "dream tag-team". Yamada jako partnera wybrał aktualnego mistrza wagi ciężkiej - Samoa Joe, a Bryan Danielson wybrał Low Ki. Walkę ponownie wygrał Yamada, pinnnując Danielsona, tym razem po akcji zwanej Liger Bomb.

## Total Nonstop Action Wrestling
23 października 2005 r. Liger zadebiutował w drugiej co do wielkości federacji amerykańskiej - Total Nonstop Action Wrestling. Pierwsza walka Ligera odbyła się na największej gali roku - Bound For Glory, kiedy to przegrał z Samoa Joe.
Na gali TNA Lockdown 2006, 23 kwietnia, Liger miał powrócić do federacji TNA i stanąć do walki z jednym z najlepszych zawodników świata - Christopherem Danielsem, w pojedynku w klatce. Kiedy Liger dowiedział się o klatce, zrezygnował z występu, gdyż nigdy wcześniej nie brał udziału w takim starciu. W ostateczności jego miejsce na gali zajął Senshi (Low Ki)
Jushin Liger został kapitanem drużyny japońskiej w turnieju TNA 2006 World X Cup Tournament. 14 maja na gali TNA Sacrifice, Liger pokonał kapitana zespołu kanadyjskiego - Peteya Williamsa. Tego samego wieczoru, Liger został wyeliminowany z walki X-Cup Gauntlet, wskutek czego japoński team nie zdobył żadnych punktów. Walkę wygrała załoga kanadyjska, druga była załoga z Meksyku.

## Ulubione akcje
- Brainbuster
- Top rope Brainbuster
- CTB - Crash Thunder Buster (Feint backdrop wheelbarrow facebuster)
- Running Liger Bomb (Running sitout powerbomb)
- Liger Bomb (High angle sitout powerbomb)
- Shotei Strike (Thrust palm strike)
- Rolling Koppou Kick (Rolling wheel kick)
- Shooting Star Press
- Fisherman buster
- Top rope fisherman buster
- Frog splash
- Romero Special (Surfboard)
- Pescado

## Zdobyte tytuły
Michinoku Pro Wrestling:
British Commonwealth Junior Heavyweight Championship [2]
New Japan Pro Wrestling
IWGP Junior Heavyweight Championship [11]
1992 Top of the Super Junior winner
1994 Best of the Super Junior winner
1995 Super J Cup Tournament winner
NWA World Welterweight Championship
IWGP Junior Heavyweight Tag Team Championship [4]
2000 Super J Cup winner
2001 Best of the Super Junior winner
2001 G1 Junior Tag League winner
2001 Naeba Cup Tag Tournament winner
Osaka Pro Wrestling
Osaka Pro Tag Team Championship
Pro Wrestling Illustrated
PWI ranked him # 12 of the 500 best singles wrestlers during the "PWI Years" in 2003.
PWI ranked him # 47 of the best tag teams of the "PWI Years" with El Samurai.
Pro Wrestling NOAH
GHC Junior Heavyweight Championship
Universal Wrestling Association
UWA Junior Heavyweight Championship
World Championship Wrestling
WCW Light Heavyweight Championship
World Wrestling Association
WWA Junior Light Heavyweight Championship
Wrestle Association R
WAR International Junior Heavyweight Tag Team Championship
WAR International Junior Heavyweight Championship

## Nagrody
Wrestling Observer Newsletter
- 1984 Rookie of the Year (tied with Tom Zenk)
- 1989 Best Technical Wrestler
- 1989 Best Flying Wrestler
- 1990 Most Outstanding Wrestler
- 1990 Best Technical Wrestler
- 1990 Best Flying Wrestler
- 1990 Match of the Year (vs. Naoki Sano)
- 1991 Most Outstanding Wrestler
- 1991 Best Technical Wrestler
- 1991 Best Flying Wrestler
- 1992 Most Outstanding Wrestler
- 1992 Best Technical Wrestler
- 1992 Best Flying Wrestler
- 1993 Best Flying Wrestler
- 1999 inductee into the Wrestling Observer Newsletter Hall of Fame